# Hydroglyphus orthogrammus
Hydroglyphus orthogrammus är en skalbaggsart som först beskrevs av Sharp 1882.  Hydroglyphus orthogrammus ingår i släktet Hydroglyphus och familjen dykare. Inga underarter finns listade i Catalogue of Life.